# Антипов, Константин Михайлович
Константин Михайлович Антипов (26 декабря 1882  [7 января 1883], Санкт-Петербург — декабрь 1919, Уфимская губерния) — русский писатель

, поэт, сатирик

, журналист и переводчик.

## Биография
Окончил юридический факультет Императорского Санкт-Петербургского университета.
По окончании обучения служил помощником присяжного поверенного.
В 1907—1917 годах печатался в юмористических изданиях («Сатирикон», «Стрекоза», «Будильник», «Новый Сатирикон» и др.), где использовал псевдонимы: «Красный», «К. Фенин», «Краб», «А. Зарницын» и другие.
С 1917 года работал в журнале «Свободный Час», в РОСТА, в газете «Коммунар», где под псевдонимом «А. Зарницын» появился цикл его статей: «Веяние социализма в немецкой поэзии»; также под этим псевдонимом был известен как переводчик немецких поэтов (Демеля, Лилиенкрона, Гофмансталя, Моргенштерна, Ведекинда, Фальке, Бирбаума и других; см. сборник «Молодые немецкие поэты», 2-е издание, Белая Церковь. 1910 года).
В № 21 (573) от 30 мая 1919 года «Известий ВЦИК» был помещён сделанный им перевод «Интернационала».
Умер от сыпного тифа, под Уфой, в декабре 1919 года (в командировке от исполнительного комитета сотрудников РОСТА).